# Lea Antonoplis
Lea Antonoplis-Inouye (* 20. Januar 1959 in West Covina) ist eine ehemalige US-amerikanische Tennisspielerin.

## Karriere
Antonoplis, die ihr erstes Match auf der Damentour 1974 bei den US Open spielte, gewann in ihrer Laufbahn vier Doppeltitel auf der WTA Tour.
1977 gewann sie die Wimbledon Championships im Einzel bei den Juniorinnen.

## Turniersiege

### Doppel
| Nr. | Datum            | Turnier      | Kategorie      | Belag             | Partnerin      | Finalgegnerinnen                | Ergebnis      |
| --- | ---------------- | ------------ | -------------- | ----------------- | -------------- | ------------------------------- | ------------- |
| 1.  | August 1979      | Toronto      | WTA Colgate A  | Hartplatz         | Diane Evers    | Chris O’Neil Mimi Wikstedt      | 2:6, 6:1, 6:3 |
| 2.  | 14. Februar 1983 | Indianapolis | WTA World Tour | Hartplatz (Halle) | Barbara Jordan | Rosalyn Fairbank Candy Reynolds | 5:7, 6:4, 7:5 |
| 3.  | 20. Februar 1983 | Hershey      | WTA World Tour | Hartplatz (Halle) | Barbara Jordan | Sherry Acker Ann Henricksson    | 6:3, 6:4      |
| 4.  | 12. Oktober 1986 | Taipeh       | WTA World Tour | Teppich (Halle)   | Barbara Gerken | Gigi Fernández Susan Leo        | 6:1, 6:2      |